# فريديريك نيهوس
فريديريك نيهوس ،ولد يوم 15 اوت 1967 في فالنسيان ( شمال )، سياسي فرنسي . رئيس الصيد وصيد الأسماك والطبيعة والتقاليد (CPNT) من عام 2008 إلى عام 2016، وكان مرشح هذا الحزب في الانتخابات الرئاسية لعام 2007 ومستشارًا إقليميًا لـ Hauts-de-France من عام 2016 إلى عام 2021.

## المذكرات و المراجع
1. 1 2  Répertoire national des élus (بالفرنسية), 9 avril 2019, QID:Q63762917 {{استشهاد}}: تحقق من التاريخ في: |publication-date= (help)
2. ↑   https://www.hatvp.fr/open-data/. اطلع عليه بتاريخ 2021-02-03. {{استشهاد ويب}}: |url= بحاجة لعنوان (مساعدة) والوسيط |title= غير موجود أو فارغ (من ويكي بيانات) (مساعدة)